# Bernice (Epiro)
Bernice fue una antigua ciudad griega en la región de Epiro.
Es mencionada por Apiano, que la define como pequeña ciudad de Epiro y por Esteban de Bizancio. La ciudad supuestamente fue fundada por Pirro II en el siglo III a. C.; sin embargo en el lugar donde se localiza, la actual Michalitsi, se han hallado restos de fortificaciones del siglo IV a. C. Se ha sugerido que podría haber sido el puerto de Casopa.